# Liwā' Mārkā
Liwā' Mārkā (arabiska: Liwā’ Mārkā, لواء ماركا) är ett departement i Jordanien.   Det ligger i guvernementet Amman, i den norra delen av landet, 12 km öster om huvudstaden Amman.